# Nid de guêpes (film)
Pour les articles homonymes, voir Nid de guêpes.
Pour plus de détails, voir Fiche technique et Distribution.
Nid de guêpes est un film d'action français réalisé par Florent-Emilio Siri et sorti en 2002.

## Synopsis
Dans la banlieue de Strasbourg, un 14 juillet, Louis, un ancien pompier, se rend sur son lieu de travail à moto afin de faire une nuit de garde dans un entrepôt. Dans le même temps, Nasser, Santino et leur bande, des petits voleurs, se préparent afin d'effectuer un casse dans l'entrepôt en question pour récupérer du matériel informatique. Pendant ce temps, un chef de la mafia albanaise, Abedin Nexhep, est escorté sous très haute protection par les forces d'élites européennes commandées par le lieutenant Hélène Laborie. Le convoi militaire est attaqué et trouve refuge dans l'entrepôt que Nasser et sa bande sont en train de piller. Braqueurs et militaires doivent alors coopérer malgré eux face à un assaut massif d'hommes armés venus délivrer leur chef.

## Fiche technique
Sauf indication contraire, les informations mentionnées dans cette section peuvent être confirmées par la base de données cinématographiques IMDb,  présente dans la section « Liens externes ».
- Titre original : Nid de guêpes
- Titre international : The Nest
- Réalisation : Florent-Emilio Siri
- Scénario : Florent-Emilio Siri et Jean-François Tarnowski
- Musique : Alexandre Desplat
- Direction artistique : Dominique Carrara et Alexis McKenzie Main
- Décors : Bertrand Seitz
- Costumes : Brigitte Calvet et Marie Calvet
- Photographie : Giovanni Fiore Coltellacci
- Son : Germain Boulay, Éric Tisserand, Daniel Ollivier, Williams Schmit
- Montage : Olivier Gajan et Christophe Danilo
- Production : Claude Carrère et Patrick Gouyou-Beauchamps
  - Production associée : John David Cohen et Anne Regard
- Sociétés de production[1] : Carrere Group D.A., Pathé Image Production, France 2 Cinéma, Cinémane Films, Embellie Productions et Pendrake Films, avec la participation de Canal+, en association avec Cofimage 12, Gimages 4 et Natexis Banques Populaires Images 2, avec le soutien de la Société des Producteurs de Cinéma et de Télévision
- Sociétés de distribution[2] : Pathé Distribution (France) ; Alternative Films (Belgique) ; Pathé Films AG (Suisse romande)
- Budget : 8,52 millions d’ €[3]
- Pays de production :  France
- Langues originales : français, anglais, allemand, italien
- Format[4] : couleur - 35 mm - 2,35:1 (Cinémascope) - son DTS | Dolby Digital
- Genre : action et thriller
- Durée : 107 minutes
- Dates de sortie[5] :
  - France, Suisse romande : 6 mars 2002[6]
  - Belgique : 13 mars 2002[7]
- Classification[8] :
  - France : interdit aux moins de 12 ans[9]
  - Belgique : tous publics (Alle Leeftijden)[7]
  - Suisse romande : interdit aux moins de 16 ans[10]

## Distribution
- Samy Naceri : Nasser
- Nadia Farès : Hélène Laborie
- Benoît Magimel : Santino
- Pascal Greggory : Louis
- Sami Bouajila : Selim
- Anisia Uzeyman : Nadia
- Richard Sammel : Winfried
- Valerio Mastandrea : Giovanni
- Martial Odone : Martial
- Martin Amic : Spitz
- Alexandre Hamidi : Tony
- Angelo Infanti : Abedin Nexhep
- Larbi Naceri : homme de main du mafieux albanais
- Françoise Laborde : la présentatrice TV
- Edgar Givry : narrateur du reportage sur les guêpes

## Production
Pour son second long métrage, Florent-Emilio Siri collabore avec Jean-François Tarnowski pour l'écriture du scénario. Ce dernier avait auparavant été son professeur à l'École supérieure de réalisation audiovisuelle (ESRA). Ils s'inspirent de westerns comme Le Massacre de Fort Apache (1948) de John Ford ou de films proches comme Assaut (1976) de John Carpenter. Par ailleurs, le réalisateur-scénariste reforme une partie de l'équipe de Une minute de silence : le compositeur Alexandre Desplat, le directeur de la photographie Giovanni Fiore Coltellacci, le directeur artistique Dominique Carrara et l'acteur Benoît Magimel.
Le tournage a eu lieu à Strasbourg, à Paris et, pour le braquage du convoi, au rond-point des Hauts-de-Cergy dans le Val-d'Oise.

## Accueil
En France, le site Allociné propose une note moyenne de 3,2⁄5 basée sur 16 titres de presse.
Côté box-office, le film enregistre 362 876 entrées en France. Si le succès dans les salles françaises demeure modeste, le film se vend très bien en DVD, notamment en Asie et aux États-Unis. Il permettra à son réalisateur de se faire connaître outre-Atlantique. Bruce Willis fera ainsi appel à lui et ils tourneront Otage, sorti en 2005.